# 静岡県道288号大嵐佐久間線

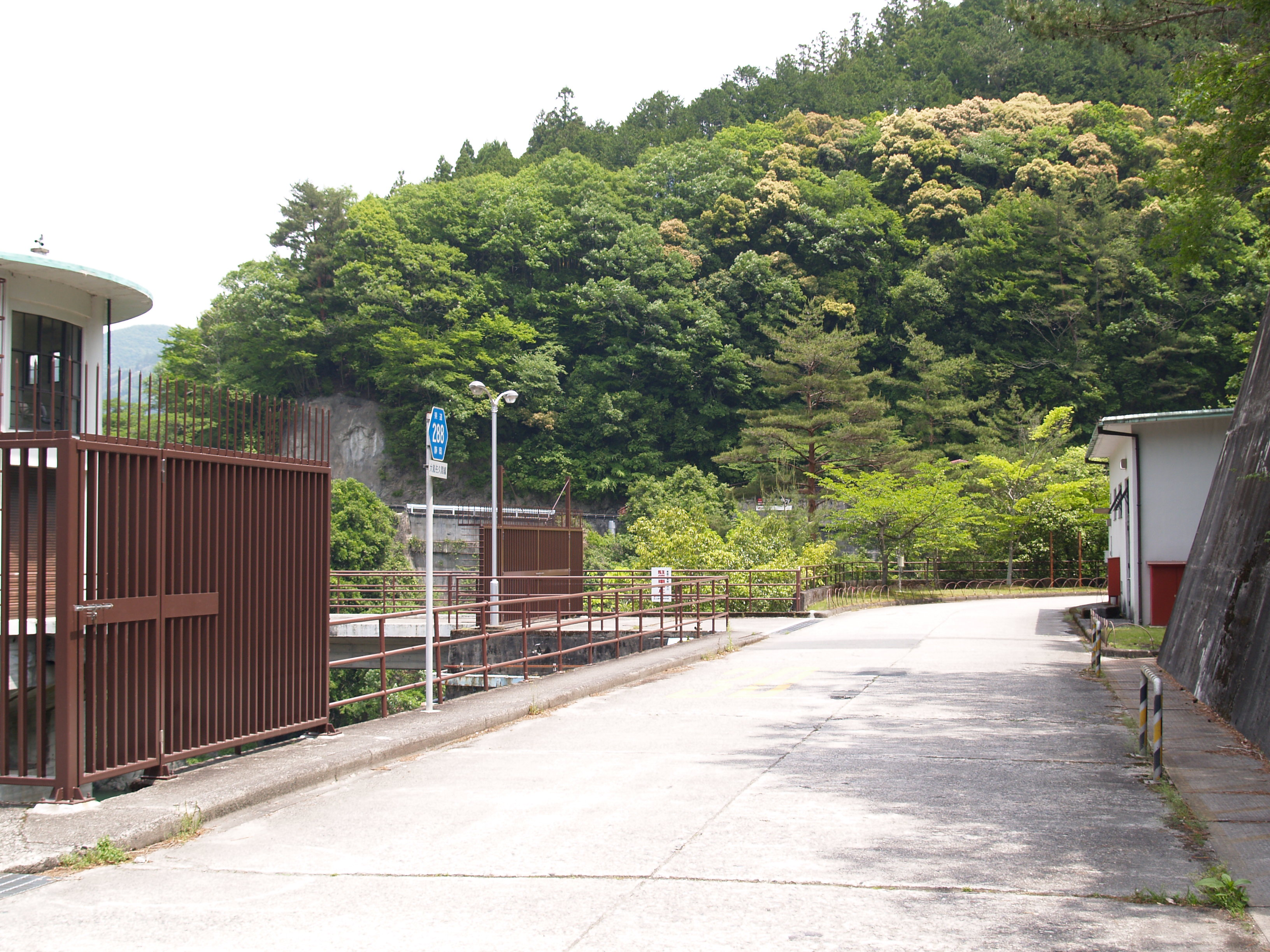
佐久間電力館付近（2010年5月）

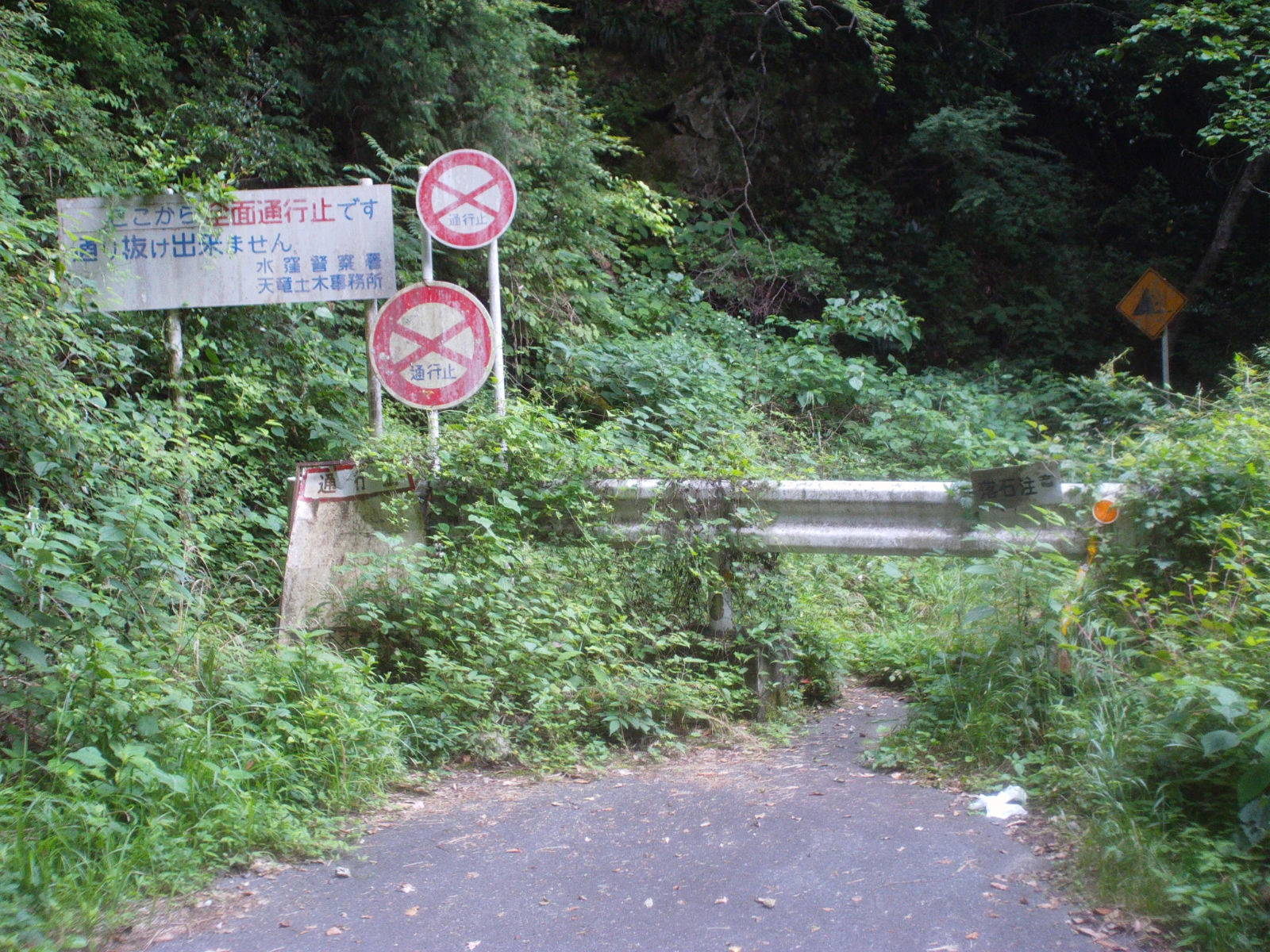
夏焼トンネル南側の終点（2011年7月）

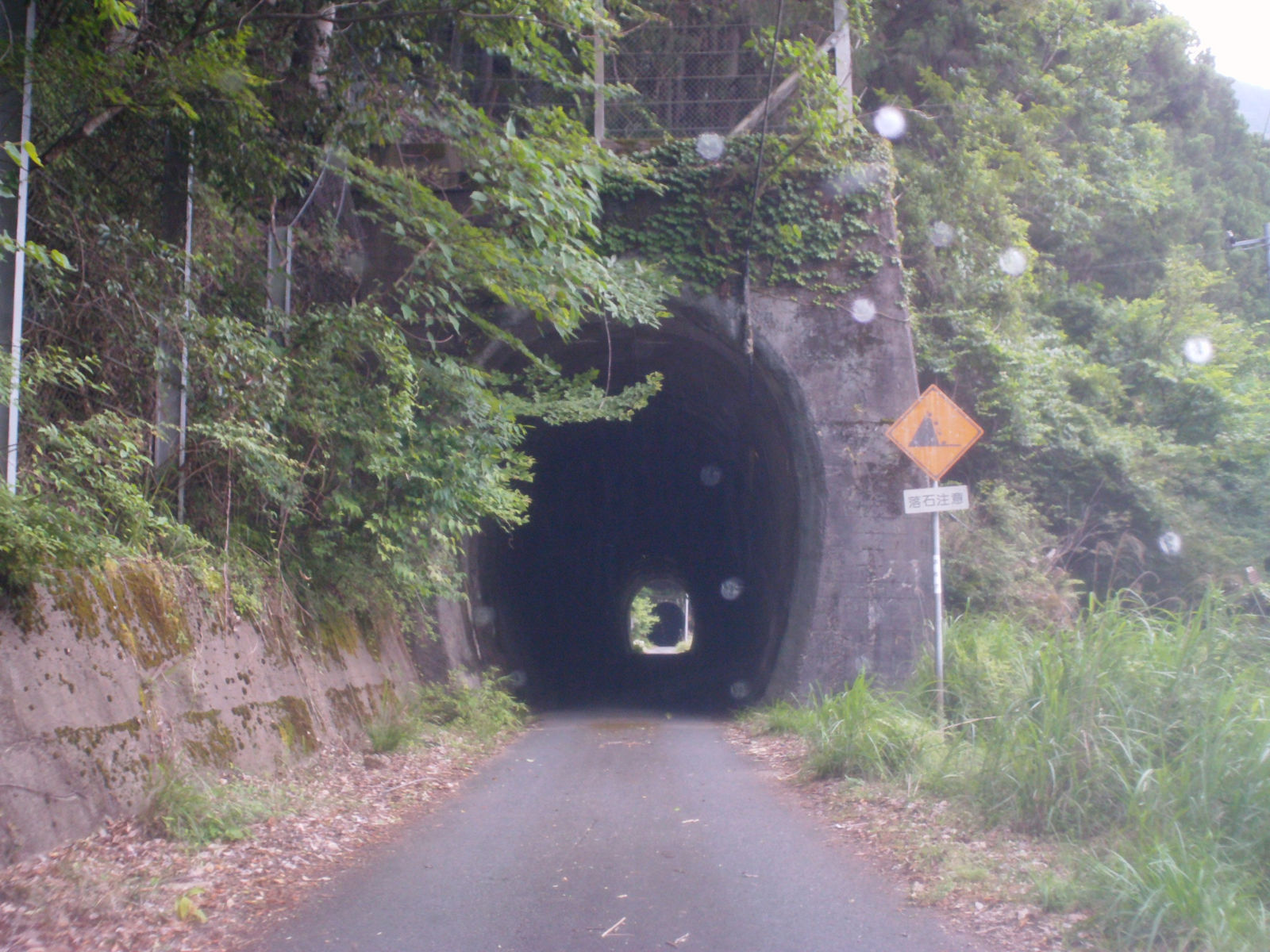
夏焼第一隧道（手前）および夏焼第二隧道（2011年7月）

静岡県道288号大嵐佐久間線（しずおかけんどう288ごう おおぞれさくません）は静岡県浜松市を通る一般県道である。

## 路線概要
佐久間ダム湖の左岸を通る県道である。
現在通行可能な区間は起点～夏焼トンネル付近(約2km)と、佐久間電力館付近～終点の区間(約0.7km)のみ。土砂崩れなどで法面の崩落が激しく、夏焼トンネル付近から佐久間側へ約8.2kmの区間は平成6年3月18日付で静岡県から道路供用廃止の公告が出て正式な廃道となった為、今後復旧の見込みは無い。また、残りの約7.5kmの区間も崩落は少ないものの万年通行止め状態である。
対岸には県道1号飯田富山佐久間線が走っており、迂回することが可能である。
起点 - 夏焼トンネル
飯田線大嵐駅を過ぎると、佐久間ダム建設により廃止された飯田線旧線を転用した区間に入る。夏焼トンネルも旧飯田線の夏焼隧道、大嵐隧道を転用したものであるため、幅員は狭い。トンネルを抜け左折すると、通行止めゲートがある。夏焼集落のアクセス路としてのみ機能しているが、その夏焼集落は2015年より無人となっており、現在は事実上の廃村である。
佐久間電力館 - 終点
佐久間ダムの脇を通り抜け、静岡県道1号と合流する。

### 路線データ
- 陸上距離 : 18.0km
- 起点 : 浜松市天竜区水窪町奥領家（静岡県道287号津具大嵐停車場線接点）
- 終点 : 浜松市天竜区佐久間町佐久間（静岡県道1号飯田富山佐久間線交点）

## 通過する自治体
- 静岡県
  - 浜松市（天竜区）

## 接続路線
起点から順に
- 静岡県道287号津具大嵐停車場線
- 静岡県道1号飯田富山佐久間線